# Sunbeam 350 pk

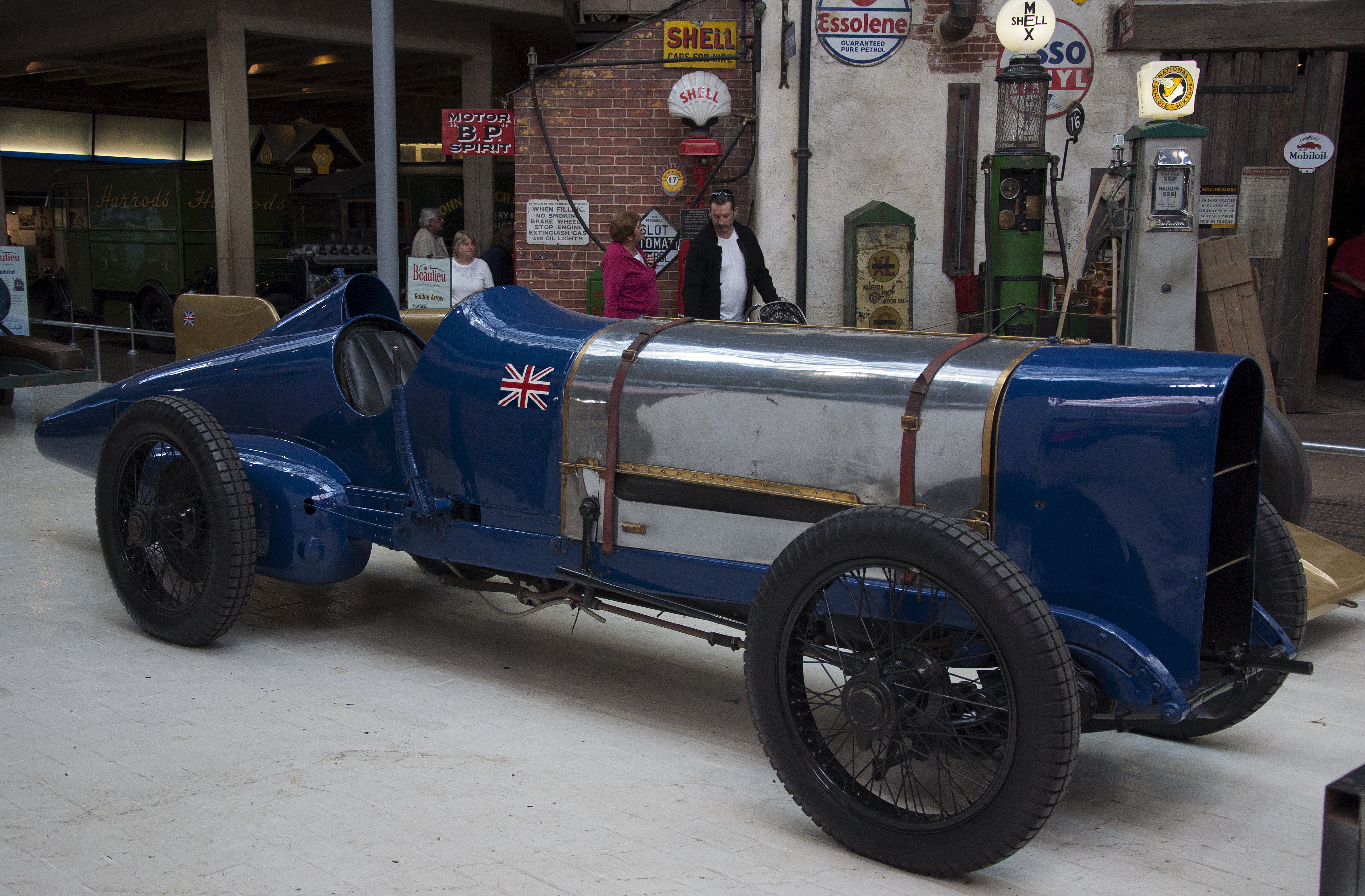
De Sunbeam 350 pk

De Sunbeam 350 pk was een auto gebouwd door de Britse autofabrikant Sunbeam. Dit voertuig vestigde twee wereldsnelheidsrecords op land.
In 1922 reed Kenelm Lee Guinness het eerste wereldsnelheidsrecord op land in Brooklands Circuit met de Sunbeam 350 pk, voorzien van een vliegtuigmotor, die meestal afkomstig waren van vliegtuigen uit de Eerste Wereldoorlog. Dit was Sunbeams eerste succes op dit gebied, maar er zouden er nog vele volgen. In 1922 was het racesucces beperkt, maar in 1923 werd de Franse Grand Prix gewonnen door Henry Segrave, Divo werd tweede en Guinness vierde. Voor het eerst had een Britse auto een Grand Prix gewonnen. In oktober won Divo de Spaanse Grand Prix.
In 1923 haalde Malcolm Campbell Louis Coatalen over hem de Sunbeam 350 pk te verkopen. Campbell had de auto eerder al geleend en er het snelheidsrecord op 17 juni 1922 op Pendine Sands mee gebroken maar het werd niet gehomologeerd omdat de tijdsopname manueel was gebeurd. Hij deed verschillende pogingen, en slaagde uiteindelijk voor het eerst op 25 september 1924, toen hij op Pendine Sands 146,16 mph (235,22 km/u) reed. Zijn auto had toen inmiddels de beroemde naam "Blue Bird". In de jaren die volgden zouden Segrave en Campbell, met elkaar en met de Amerikanen, een harde strijd voeren om het record steeds weer te verbeteren, tot aan Segraves dood in 1930.